# 28. maj
28. maj er dag 148 i året i den gregorianske kalender (dag 149 i skudår). Der er 217 dage tilbage af året.
Dagens navn: Vilhelm, hertug af Gascogne er en af Karl den Stores betroede mænd. De kæmper sammen mod maurerne i Spanien. Vilhelm dør 812 i et kloster, som han selv har grundlagt.
Dagen er national og international burgerdag.

### Begivenheder
Født - Dødsfald
- 585 f.Kr. - En solformørkelse finder sted som forudsagt af Thales fra Milet.
- 1588 - Den spanske armada bestående af 130 skibe og 30.000 mand lægger ud fra Lissabon mod den Engelske Kanal.
- 1742 - Englands første indendørs swimmingpool åbnes.
- 1831 - De første anordninger om stænderforsamlinger udstedes - et vigtigt skridt på vejen mod demokrati, og Frederik 6. hyldes foran Det kgl. Teater af borgerne.
- 1891 - Tørvearbejder Jens Sørensen finder ved Gundestrup i Himmerland et ca. 2000 år gammelt keltisk sølvkar, "Gundestrupkarret".
- 1906 - Den russiske zar stiller store landarealer til rådighed for bønderne.
- 1915 - Kvinder i Berlin demonstrerer for fred.
- 1918 - Christiansborg - det 3. (og nuværende) - indvies.
- 1937 - Neville Chamberlain bliver britisk premierminister.
- 1940 - Briterne begynder at evakuere deres ekspeditionskorps fra Dunkerque.
- 1940 - Den belgiske kong Leopold 3. overgiver sig til tyskerne.
- 1943 - Under en ildkamp i det gamle glasværk i Ole Rømersgade i Århus dræbes den unge sabotør Willy Schmidt.
- 1953 - Ved folkeafstemingen om en ny dansk grundlov og Tronfølgelov stemmer 45,8% af vælgerne for den af Folketinget vedtagne nye Grundlov, hvorved den nye grundlov og Tronfølgeloven kan træde i kraft.
- 1959 - USA sender to aber ud i rummet.
- 1961 - For sidste gang kører Orient-ekspressen fra Paris til Bukarest.
- 1971 - Sovjetunionen opsender  Mars 3 med kurs mod planeten Mars.
- 1979 - Grækenlands premierminister Konstantinos Karamanlis skriver under på landets optagelse i EF.
- 1980 - Dronning Margrethe udnævnes til Årets Æreshåndværker af Kjøbenhavns Haandværkerforening.
- 1981 - Kronprins Frederik bliver konfirmeret.
- 1982 - Pave Johannes Paul 2. aflægger, som første pave nogensinde, besøg i England.
- 1987 - 19-årige Mathias Rust flyver sit lille Cessna fly 900 km fra Helsinki gennem russisk luftrum og lander på Den Røde Plads i Moskva.
- 1990 - Samsø får eget postnummer: 8305.
- 1997 - Folketinget afskaffer forældrenes revselsesret.
- 1998 - Ved folkeafstemningen om Amsterdamtraktaten stemmer 55.1% for og 44.9% imod.
- 1999 - Leonardo da Vincis maleri Den sidste nadver kommer på plads igen efter 22 års restaureringsarbejde.
- 2001 - Efter længere tids uro fyrer bestyrelsen for Museet på Sønderborg Slot museumsdirektør Thorkild Kjærgaard.
- 2005 - En dørmand fra spillestedet Rust i København dræber en ung mand og sårer en anden, da han føler sig truet og skyder mod en gruppe unge mænd med invandrerbaggrund.
- 2013 - uroligheder bryder ud i Taksim Gezi Park, Istanbul, Tyrkiet.

### Født
- 1660 - George 1., engelsk konge (død 1727).
- 1738 - Joseph Ignace Guillotin, fransk læge, der har lagt navn til guillotinen (død 1814).
- 1759 - William Pitt den yngre, engelsk politiker (død 1806).
- 1779 - Thomas Moore, irsk digter (død 1852).
- 1789 - B.S. Ingemann, dansk digter (død 1862).
- 1850 - Frederik Læssøe Smidth, dansk ingeniør og grundlægger af firmaet F.L. Smidth (død 1899).
- 1853 - Carl Larsson, svensk maler (død 1919).
- 1884 - Edvard Beneš, tjekkisk statsmand og præsident (død 1948).
- 1884 - Johannes Meyer, dansk skuespiller (død 1972).
- 1887 - Jim Thorpe, amerikansk sportsmand (død 1953).
- 1906 - Karen Berg, dansk skuespiller (død 1995).
- 1906 - Aase Ziegler, dansk skuespiller (død 1975).
- 1908 - Ian Fleming, engelsk journalist, agent og forfatter (død 1964).
- 1912 - Patrick White, australsk forfatter (død 1990).
- 1913 - Knud Meister, dansk journalist, redaktør og forfatter (død 1989).
- 1921 - Kay Werner Nielsen, dansk cykelrytter (død 2014).
- 1923 - György Ligeti, ungarskfødt komponist (død 2006).
- 1925 - Bülent Ecevit, tyrkisk politiker og premierminister (død 2006).
- 1925 - Dietrich Fischer-Dieskau, tysk baryton (død 2012).
- 1926 - Mogens Glistrup, dansk advokat og politiker (død 2008).
- 1927 - Bernhard Lewkowitch, dansk komponist og kantor.
- 1929 - Bent Christensen, dansk filminstruktør (død 1992).
- 1930 - Frank Drake, amerikansk astronom (død 2022).
- 1938 - Laila Andersson, dansk skuespillerinde (død 2021).
- 1942 - Leif Nielsen, dansk fodboldspiller.
- 1943 - Eik Skaløe, dansk sanger (død 1968).
- 1944 - Gladys Knight, amerikansk sanger.
- 1944 - Rudolph Giuliani, amerikansk forretningsmand og borgmester i New York.
- 1944 - Faith Brown, britisk skuespiller.
- 1945 - John Fogerty, amerikansk musiker i Creedence Clearwater Revival.
- 1948 - Ole Mørch, dansk fodboldtræner.
- 1955 - Lis Sørensen, dansk musiker og sangskriver.
- 1956 - Poul Krebs, dansk sanger.
- 1956 - Gerz Feigenberg, dansk redaktør, skuespiller, forfatter og instruktør.
- 1961 - Frank Jensen, dansk folketingsmedlem og minister.
- 1968 - Kylie Minogue, australsk skuespillerinde og sangerinde.
- 1970 - Glenn Quinn, irsk-amerikansk skuespiller (død 2002).
- 1971 - Anders Rønnow Klarlund, dansk filminstruktør.
- 1972 - Michael Boogerd, hollandsk cykelrytter.
- 1980 - Mark Feehily, irsk sanger i Westlife.
- 1991 - Nicklas Svale Andersen, dansk skuespiller.
- 1993 - Sebastian Øberg Nielsen, sanger og guitarist i SEB.
- 1999 - Cameron Boyce, amerikansk skuespiller (død 2019).

### Dødsfald
- 1787 - Leopold Mozart, østrigsk komponist (født 1719).
- 1805 - Luigi Boccherini, italiensk komponist (født 1743).
- 1849 - Anne Brontë, engelsk forfatter (født 1820).
- 1937 - Alfred Adler, østrigsk psykoanalytiker (født 1870).
- 1940 - Frederik Karl, tyskfødt finsk konge (aldrig tiltrådt) (født 1868).
- 1968 - Kees van Dongen, hollandsk billedkunstner (født 1877).
- 1972 - Edvard 8., abdiceret engelsk konge (født 1894).
- 1998 - Phil Hartman, amerikansk skuespiller (født 1948).
- 2004 - Mads Stage, dansk tegner (født 1922).
- 2010 - Gary Coleman, amerikansk skuespiller (født 1968).
- 2014 - Elisabeth Bomhoff, dansk modstandskvinde (født 1912).
- 2018 - Ola Ullsten, svensk diplomat (født 1931).
- 2025 - Per Nørgård, dansk komponist (født 1932)

|  | Denne datoartikel kan blive bedre, hvis der indsættes et (bedre) billede Du kan hjælpe ved at afsøge Wikimedia Commons for et passende billede eller uploade et godt billede til Wikimedia Commons iht. de tilladte licenser og indsætte det i artiklen. |